# Kaledón bakcsó
A kaledón bakcsó (Nycticorax caledonicus) a madarak (Aves) osztályának a gödényalakúak (Pelecaniformes) rendjébe, ezen belül a gémfélék (Ardeidae) családjába és a gémformák (Ardeinae) alcsaládjába tartozó faj.

## Előfordulása
Hatalmas területen terjedt el. Megtalálható Indonéziában, a Fülöp-szigeteken, Pápua Új-Guineán, Japánban, Melanéziában és Ausztráliában a belső, száraz területek kivételével.

## Alfajai
- Nycticorax caledonicus caledonicus (Gmelin, 1789) -  Új-Kaledónia
- Nycticorax caledonicus manillensis (Vigors, 1831) - Borneó északi része, Celebesz, Fülöp-szigetek
- Nycticorax caledonicus crassirostris (Vigors, 1839) - Ogaszavara-szigetek; kihalt körülbelül 1890 körül
- Nycticorax caledonicus mandibularis (Ogilvie-Grant, 1888) - a Bismarck-szigetek és a Salamon-szigetek
- Nycticorax caledonicus hilli (Mathews, 1912) - Jáva, a Kis-Szunda-szigetek, a Maluku-szigetek,  Új-Guinea, Ausztrália és Új-Zéland
- Nycticorax caledonicus pelewensis Mathews, 1926 - Palau és Mikronézia

## Megjelenése
Közepes termetű gém, 60 centiméteres magassággal. Háta és szárnya vörösesbarna, hasa fehér. Feje teteje, tarkója és csőre fekete, lába világosbarna. A két nem hasonló. A fiatalok sötétbarna alapon fehér foltosak.
|  |  |

## Életmódja
Éjszakai fajként tartják számon, bár gyakran keres élelmet nappal is, különösen nedves időjárás esetén. Apró halakkal, hüllőkkel, rovarokkal és néha tojásokkal táplálkozik. Folyók, tavak, nádasok, folyótorkolatok, öblök közelében vagy akár a kerti aranyhalas tavacskában vadászik. Soha nem távolodik el messzire a víztől.

## Szaporodása
Fészekalja 2-5 világoszöld tojásból áll, melyek 22 nap alatt kelnek ki. Szeptembertől áprilisig neveli fiókáit 6-7 héten át a hatalmas, víz közelébe épített fészkében.